# Dieter Nohlen
Dieter Nohlen (Oberhausen, 6 novembre 1939) è un politologo tedesco.
Ricopre la carica di Professore Emerito di Scienze politiche presso la Facoltà di Scienze Economiche e Sociali dell'Università di Heidelberg. Esperto di sistemi elettorali e sviluppo politico, ha pubblicato diversi libri.
Si è occupato anche dell'analisi di problemi economici, sociali e politici del "Terzo mondo".
In Germania si è fatto conoscere a un vasto pubblico attraverso enciclopedie e manuali di politica, alcuni dei quali in più volumi. Molti dei suoi scritti sono stati tradotti in diverse lingue. Nohlen pubblica anche in inglese e spagnolo, principalmente nei paesi dell'America Latina.

## Biografia
Dieter Nohlen è il più giovane dei tre figli del commerciante Otto Nohlen e di sua moglie Wilhelmine, nata Brahm. Nel 1960 ha conseguito la maturità presso il liceo municipale di Oberhausen-Sterkrade.
Nohlen ha poi studiato scienze politiche, storia e filologia romanza presso le università di Colonia, Montpellier e Heidelberg. Nohlen ha conseguito il dottorato nel 1967 con Dolf Sternberger e Werner Conze con la tesi Monarchischer Parlamentarismus und parlamentarische Regierung im Spanien des 19. Jahrhunderts.
Dopo anni di ricerca e insegnamento presso l'Università di Heidelberg, si reca in Cile dal 1970 al 1973 come rappresentante della Fondazione Konrad Adenauer. presso la Facultad Latinoamericana de Ciencias Sociales (FLACSO). All'Università di Tubinga si è abilitato nel 1973 con la tesi Chile – Das sozialistische Experiment. Il relatore era Klaus von Beyme. Nohlen diventa professore di scienze politiche all'Università di Heidelberg dal 1974. Dal 2005 è in pensione. Da allora ha ricoperto diverse cattedre come guest professor in Spagna e in America Latina.
Nohlen è sposato con Andrea Ebbecke-Nohlen e ha quattro figli.

## Pubblicazioni
Lista parziale
- con Mario Kölling (curatore): Spanien. Wirtschaft – Gesellschaft – Politik. 3. Auflage. Springer VS, Wiesbaden 2020. doi:10.1007/978-3-658-27638-6.[4]
- Principio mayoritario, jurisdicción constitucional e integridad electoral. Tres ensayos. Universidad Autónoma de México, Mexiko-Stadt 2016.
- con Florian Grotz (curatore): Kleines Lexikon der Politik (= Beck’sche Reihe. 1418). 6., überarbeitete und erweiterte Auflage. C.H. Beck, München 2015, ISBN 978-3-406-68106-6.[5]
- Ciencia política y justicia electoral. Quince ensayos y una entrevista. Universidad Autónoma de México, Mexiko-Stadt 2015, ISBN 978-607-02-6656-0.[6]
- Gramática de los sistemas electorales. 2., überarbeitete und erweiterte Auflage. Tecnos, Madrid 2015, ISBN 978-84-309-6499-4.[7]
- Ciencia política comparada. El enfoque histórico-empírico. Editorial Universidad de Granada, Granada 2013, ISBN 978-84-338-5584-8.
- con Florian Grotz (curatore): Kleines Lexikon der Politik (= Beck'sche Reihe. 1418). 5., überarbeitete und erweiterte Auflage. C.H. Beck, München 2011.
- Como estudiar Ciencia Política? Una introducción en trece lecciones. Fondo Editorial Pontificia Universidad Católica del Perú, Lima 2011, ISBN 978-9972-42-978-1.[8]
- con Philip Stöver (curatore): Elections in Europe. A Data Handbook. Nomos, Baden-Baden 2010, ISBN 978-3-8329-5609-7.[9]
- con Rainer-Olaf Schultze (curatore): Lexikon der Politikwissenschaft. 2 Bände. 4., überarbeitete und erweiterte Auflage. C.H. Beck, München 2010, ISBN 978-3-406-59234-8.[10]
- Ciencia política y democracia en su contexto. Tribunal Contencioso Electoral, Quito 2010, ISBN 978-9978-92-842-4.[11]
- Wahlrecht und Parteiensystem. Zur Theorie und Empirie der Wahlsysteme (= UTB. 1527). 7., überarbeitete und aktualisierte Auflage. Verlag Barbara Budrich, Opladen/ Toronto 2014, ISBN 978-3-8252-4050-9.[12]
- con Arno Mohr (curatore): Politikwissenschaft in Heidelberg. 50 Jahre Institut für Politische Wissenschaft. Winter Verlag, Heidelberg 2008, ISBN 978-3-8253-5452-7.[13]
- Ciencia Política. Teoría institucional y relevancia del contexto. 2. Auflage. Editorial Universidad del Rosario, Bogotá 2008, ISBN 978-958-8298-77-1.[14]
- con altri (curatore): Tratado de derecho electoral comparado de América Latina. 2. Auflage. Fondo de Cultura Económica, Mexiko-Stadt 2007, ISBN 978-968-16-8283-5.[15]
- Instituciones políticas en su contexto. Las virtudes del método comparativo. Rubinzal-Culzoni Editores, Buenos Aires 2007, ISBN 978-950-727-800-6.[16]
- con altri: Diccionario de Ciencia Política. 2 Bände. Editorial Porrúa, Mexiko-Stadt 2006, ISBN 970-07-6115-0.[17]
- El institucionalismo contextualizado. Editorial Porrúa, Mexiko-Stadt 2006, ISBN 970-07-6195-9.[18]
- come curatore: Elections in the Americas. A Data Handbook. Oxford University Press, 2 Bände, Oxford 2005, ISBN 0-19-925358-7.[19]
- con Andreas Hildenbrand: Spanien. Wirtschaft – Gesellschaft – Politik. Ein Studienbuch. 2. Auflage. Verlag für Sozialwissenschaften, Wiesbaden 2005, ISBN 3-531-30754-1.[20]
- con Hartmut Sangmeister (curatore): Macht, Markt, Meinungen. Demokratie, Wirtschaft und Gesellschaft in Lateinamerika. Verlag für Sozialwissenschaften, Wiesbaden 2004, ISBN 3-531-14343-3.[21]
- Sistemas electorales y partidos políticos. 3. Auflage. Fondo de Cultura Económica, Mexiko-Stadt 2004, ISBN 968-16-7092-2.[22]
- El contexto hace la diferencia. Reformas institucionales y el enfoque histórico-empírico, UNAM, Mexiko-Stadt 2003, ISBN 970-32-0970-X.[23]
- come curatore: Lexikon Dritte Welt. Länder, Organisationen, Theorien, Begriffe, Personen. 12. vollständig überarbeitete Neuausgabe. Rowohlt, Reinbek bei Hamburg 2002, ISBN 3-499-16527-9.[24]
- con Florian Grotz e Christof Hartmann (curatore): Elections in Asia and the Pacific. A Data Handbook. 2 Bände. Oxford University Press, Oxford 2001, ISBN 0-19-924958-X.[25]